# Jacob Alemann
Jacob Alemann, modernisiert Jakob Alemann, (* 12. Mai 1574 in Magdeburg; † 15. Dezember 1630 ebenda) war ein deutscher Kanzler und Jurist.

## Leben
Der aus der Magdeburger Patrizierfamilie Alemann stammende Jacob wurde 1574 als Sohn eines Bürgermeisters in Magdeburg geboren. Er studierte ab 1587 Rechtswissenschaft in Leipzig und ab 1593 in Wittenberg. Alemann wurde zum Doktor beider Rechte promoviert. Von 1603 bis 1630 war er Beisitzer am Magdeburger Schöffenstuhl. Er wurde 1615 halberstädtischer Rat und vermutlich 1616 auch Kanzler der braunschweigischen Herzöge Friedrich Ulrich und Christian d. J., des Administrators des Bistums Halberstadt. Das Amt übte er bis zu seiner Entlassung 1618 aus.
Der Familie Alemann wurde 1602 der Reichsadelsstand zuerkannt, so dass sie fortan das Adelsprädikat von führen durfte. Jacob Alemann starb 1630 in Magdeburg.

## Familie
Jacob Alemanns Eltern waren Hans Moritz (I.) Alemann (1545–1607) und dessen Ehefrau Anna, geb. Robin (1546–1607). Jacob Alemann war zweimal verheiratet. Seine erste Ehefrau Katharina von Alemann (1581–1607) heiratete er 1602. Das Paar hatte folgende Kinder: Anna Katharina Alemann (1603–1611) und Margarethe Alemann (1605–1645), spätere erste Ehefrau des Physikers und Erfinders Otto von Guericke. Im Jahre 1610 heiratete Jacob Alemann seine zweite Ehefrau Katarina, geb. Bünemann (1590–nach 1642). Beider Kinder waren Johann Friedrich (I.) Alemann (1612–1672), Jacob (III). Alemann (1619–1674), Maria Elisabeth Alemann (geb. 1621) und Christian (I.) von Alemann (1622–1696).

## Schriften (Auswahl)
Alemann publizierte mehrere juristische Schriften:
- Palaestra consultationum iuris illustrium prima, Magdeburg 1613.
- Discursus feudalis de iure simultaneae investiturae, Magdeburg 1616.
- De clausulis rescriptorum, Altdorf 1680.